# Ar 76 (航空機)
アラド Ar 76
アラド Ar 76（模型）
- 用途：高等練習機・軽戦闘機
- 設計者：ヴァルター・ブルーメ
- 製造者：アラド
- 運用者：ドイツ空軍
- 初飛行：1934 年
- 生産数：少数
- 運用状況：退役

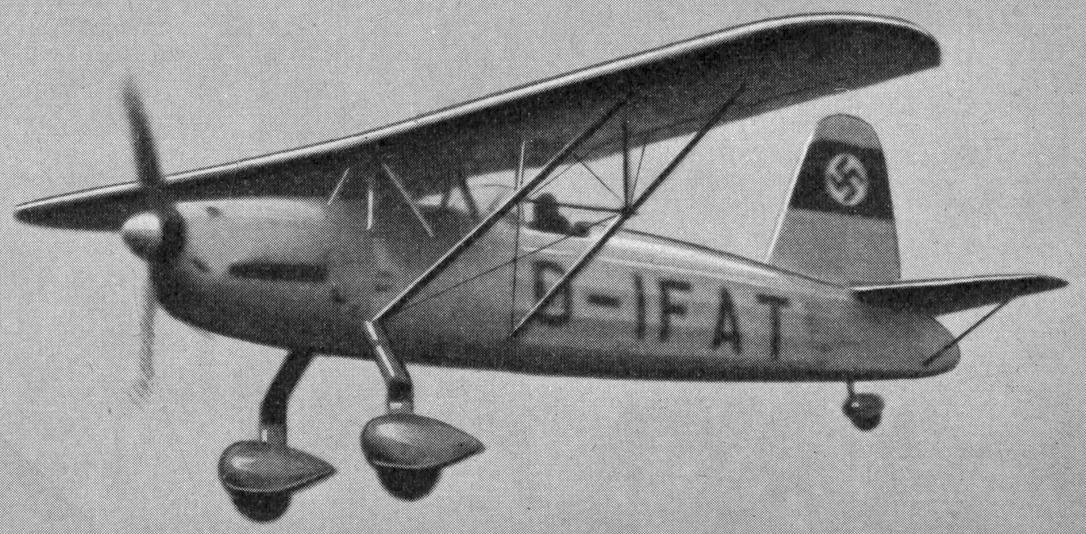
Arado Ar 76

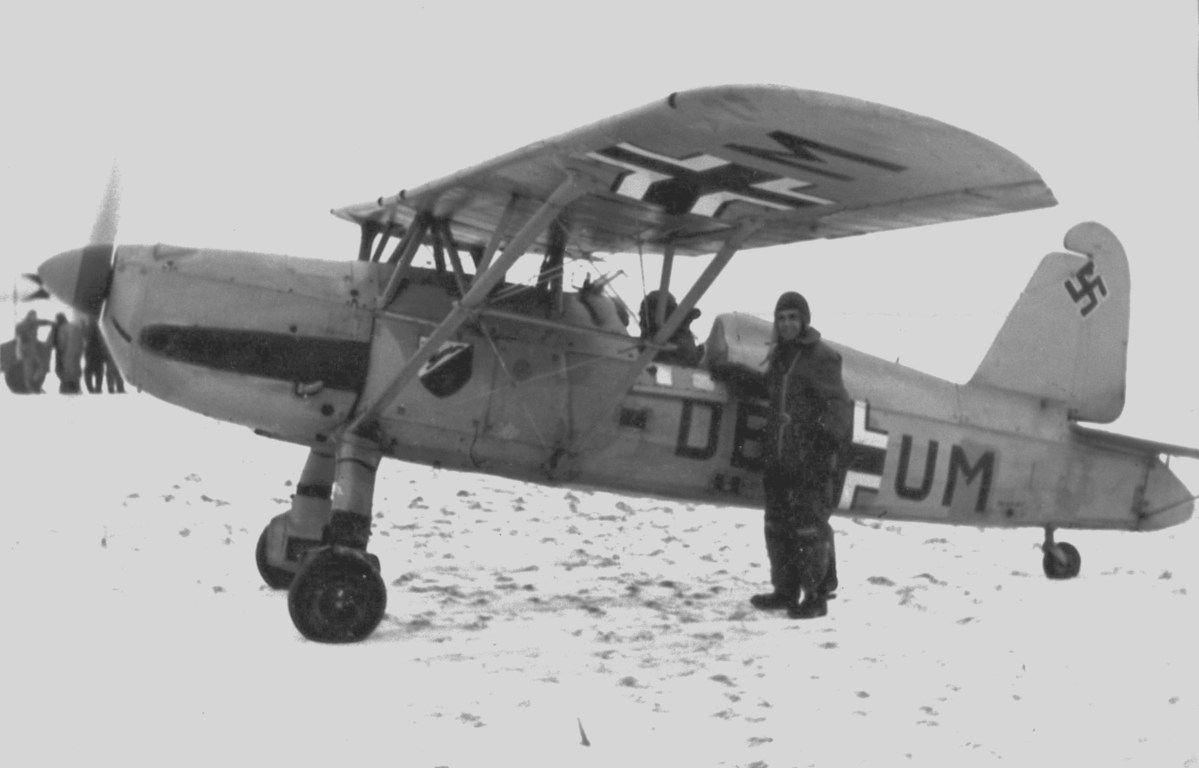
Arado Ar 76

アラド Ar 76は1930年代のドイツで製造された単発・単座・パラソル翼単葉の高等練習機である。郷土防衛戦闘機（ハイマートシュッツイェーガー）計画における競作機の内の一つである。

## 概要
ドイツ航空省の要求する、非常時には軽戦闘機としても使用できる高等練習機の仕様に従って、アラド社によって開発された。
1935年に行われた、競作機であるフォッケウルフ Fw 56、ハインケル He 74との比較審査に敗れ、Fw 56が主に生産されることになった。しかし航空省がAr 76に好印象を持ったことにより、Fw 56のバックアップ用として、Ar 76も少数が生産されることになった。
機体構造は、胴体が鋼管骨組みに羽布張り、エンジン周りは金属、木製のパラソル翼は羽布で覆われていた。
固定式の主脚と尾輪を持っていた。

## 性能諸元
※諸元はAr 76Aのもの。
- 全長： 7.20 m[1]
- 翼幅： 9.50 m[1]
- 全高： 2.50 m[1]
- 翼面積： 13.40 m2[1]
- 自重： 750 kg[1]
- 最大離陸重量： 1,070 kg[1]
- エンジン： アルグス As 10C 空冷倒立V型8気筒エンジン 240 hp ×1[1]
- 最高速度： 267 km/h[1]
- 航続距離： 470 km[1]
- 実用上昇高度： 6,400 m[1]
- 武装： 
  - 7.92 mm 機関銃 （戦闘機型は ×2、練習機型は ×1 ）[1]
  - 10 kg爆弾 ×3[1]
- 乗員： 1 名 （操縦士）[1]

## ヴァリエーション
- Ar 76a : 試作1号機。1934年末に完成[1]。
- Ar 76 V2 : 試作2号機。
- Ar 76 V3 : 試作3号機。
- Ar 76A : 主要生産型。単座の高等練習機。少数が作られた。